# Materials for the Study of the Ainu Language and Folklore
『Materials for the Study of the Ainu Language and Folklore』（アイヌの言語と民話の研究のための資料）はブロニスラフ・ピウスツキが1912年にクラクフで刊行した樺太アイヌの民話資料。27話の伝説が収録されている。現在、内容はWebでも公開されている（ただし、Web版はアイヌ語の誤植が多い）。

## 概要
ピウスツキは執筆当時、 Jagellonian University の教授職にあった。本文はアイヌ語のローマ字転写とその英訳・註で構成される。樺太アイヌの物語を知る上で重要な文献となっている。この中には白瀬矗の南極探検に参加した山辺安之助（ヤシノスケ Jasinoske）と花守新吉（花森新吉 シㇱラトカ Sisratoka）が語ったものも含まれている。
この民話資料の（ピウスツキによる英訳の）日本語訳は知里真志保によって1944年に公刊されており、「樺太アイヌの説話」の中の28話（原著の第5話を二つに分けているため）がこれに該当する。後に、樺太アイヌ語の話者の協力を得て、北海道ウタリ協会札幌支部アイヌ語勉強会が詳細な註を付し、アイヌ語からの日本語訳を試みている。

## 構成

### 調査と採話
序（第1節 - 第8節）
著者が1902年春から1905年春まで、南樺太でと北海道の白老と平取でおよそ350篇の採話と調査に当たった経緯の説明。サンクトペテルブルク科学院に樺太アイヌを再調査するよう求められてウラジオストクを再訪。ところが任期の1902年夏季に所期の調査を終えたものの、さらに関心が深まり現地にとどまることにする。そこでロシア政府の国際中央・東アジア研究機関（Russian Committee of the International Society for the Investigation of Central and Eastern Asia）からおよそli. 225の資金を受け、3年間の滞在費と調査費を捻出した。
前置きに当たる第1節は科学院会員でこの調査の出資機関の会長 V. RadlofF、同事務局長 Dr L. Sternberg への謝辞で締めくくっている。また出版については、第8節からクラクフの科学アカデミー、わけても事務局長の Ulanowski 教授の尽力で上梓がかなったこと、Prof. J. Rozwadowski に言語学の質問をして教えを乞い、また英文の校閲は M. H. Dziewicki に頼んだことがわかる。
第3節によると民族地理学に関心を深め始めた1896年に初めて南樺太を訪れている。刑務関係機関から気象観測の施設を設けるように差し向けられ、ついでにアイヌに関する民族地理的な資料の収集を任されたときである。ただし採話ができるほどの時間は取れず、話し言葉がメロディのように耳に心地良かったことと、民族としてはっきりと特徴があり、ユダヤ人ともロマとまどこか似ているように感じて、関心を抱いたという。 
アイヌと初めてじっくりと言葉を交わしたのは、ロンドンで1910年に開かれた日本博覧会であり、沙流川の周囲から男性4名、女性多数が会場に連れてこられて「展示」 されていた。博覧会のイギリス側の科学顧問 E. Divers 博士の紹介で日本側の係官のベップ（Beppu）に話を通し、アイヌと自由に会話する許可を得て50篇の物語を聞き書きしたという。ロンドン来訪中の音声学者 Abbé Rousselet（ College de France教授）からアイヌ語の音韻について尋ねられ、北海道のアイヌについて説明し、議論を交わしたことで改めて自説に自信を深めたと呼べている。
1903年に北海道に渡り、サンクトペテルブルクのロシア地理学会副会長（P. Semionoff, Vice-President of the Russian Geographical Society）の紹介でヤクート語の専門家 W. Sieroszewski の現地調査に合流し、北海道のアイヌからも採話した。ただし戦争景気に沸く地域社会に長居をすることができず、予想よりも早くウラジオストクへ戻る。Sieroszewski との議論で北海道のアイヌと樺太アイヌの特徴を把握した。南樺太で物語を口述するアイヌを探すが、著者は「夏に物語をするとネズミに笑われる」ということわざを紹介し、夏の間は漁ろうで忙しいアイヌは、わずかな礼金では採話に非協力的だと述べる。やがて酒盛りなどに加わるうち、実は白人に物語を聞かせると同族の噂にされることが心配で口が重いという言い訳の裏で、精霊の物語をうっかりするとバチが当たると信じていることに気づく。
第4節に調査の進み具合が記され、最初の年のいちばんの困難は、ウラジオストクのアイヌのロシア語がさまざまな外国語の語彙を取り入れて理解しにくかったことと、日本から渡ってきたアイヌはロシア語ができず、小さな露日辞典を持ち歩いても会話が成り立たなかったことである。ギリヤーク語の調査の経験から著者には自信があったのに、聴きとり調査がその土地の言葉の習得にいちばん役立つという予想は外れてしまう。それでも現地の日本人ヤマグチ（T. Yamaguchi）にロシア語の通訳を頼み、顔見知りのアイヌが増えるにつれ、ロシア人との揉め事の仲裁を買って出たり、ギリヤークの少年にロシア語を教えて通訳につかったように、アイヌの子どもに読み書きを教えようとする。やがて目も合わせようとしなかった長老たちも著者の善意を信用し、昔話を語れる者を教えるようになる。
北樺太で十分な成果をあげると、やがてインフルエンザの流行と日露戦争の開戦が迫り、日本軍の樺太占領の10日前にシベリアを離れる許可を得て、帰路につく。
第6節にアイヌの口承文学の12分類を紹介。第7節に発見と考察のまとめがあり、沙流川がアイヌ伝承の発祥の地とされるが、実際に話を聞くとクスルの古い話が沙流川には伝わっていないと発見する。また樺太のアイヌには、自分たちの祖先が狼だという言い伝えはなく、その物語は白老で聞いたという。
第8節に、27篇の物語のうち、単語単位で細かく聞き取ったのは最初の２篇のみで、残りは語り手のペースで進めたとある。また意味や話の筋書きを理解しやすいように文中に丸カッコで注釈を補ったと示し、また文法的な正確さは専門性のある読者や学生に委ね、アイヌ語に関心を持たせるように物語の記録に努めたと記した。それぞれの文章には個別に 注と解釈が添えてある。

### 凡例
音韻の解説と表記。

## 物語の章
第1篇　Ucaskoma. Tales or traditions').
語り手はNumaru（53歳）、Tunaitchi（富内）で採録。1903年5月。
第2篇　_____ 語り手は花守信吉 Śiśrátoka（28歳）、北樺太のタライカ出身（Bay of Patience）。1903年1月。著者が樺太で最初に聞き書きをした物語。冒頭は、Paratunnai のほとんどのものが年老いてこの世を去り、Inanupirika という女性とその近親者数名のみ残ったと語って始まる。
第3篇　双子の娘が生まれ、ひとりは魔術を操る海の神の娘だった。語り手は花守、1903年1月。Patience Bayに浮かぶ海豹島（チュレーニー島）というオタリア Otaria ursina が豊富な島の起源の物語。
第4篇　語り手は 花守、1903年1月。タライカの裕福なアイヌの男性6人とウイルタの殺し合いの物語。ウイルタの側にトナカイがたくさん飼われている。
第5-8篇　語り手は 花守、1903年1月。
第9-10篇　語り手は Ipoxni（32歳）Xunupで採集、1903年。
第11篇 語り手は Ramante（36歳）、Tunajći出身。1903年５月。
第12篇　語り手は花守、1903年1月。
第13篇 
第14篇
第15篇
第16篇
第17篇
第18篇
第19篇
第20篇
第21篇
第22篇
第23篇
第24篇
第25篇
第26篇
第27篇

## 文献一覧
序の最後に書誌一覧を設けて既存の研究書8冊の紹介でアイヌ研究史をまとめ、これまでのアイヌ伝承の翻訳で言語を省いたもの4篇、さらに学術的な基礎論文として小金井とシーボルトを含む10篇を列記し、同時代の議論11篇を添えた。なお、この文献一覧はジョン・バチェラー（John Batchelor）の『アイヌ・英・和辞典』の第3版以降にまるまる転載されている。